# Friedrich Carl Emil von der Lühe

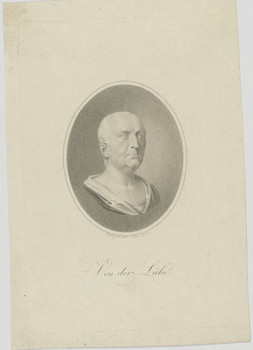
Friedrich Carl Emil von der Lühe

Friedrich Carl Emil von der Lühe (* 4. März 1751 in Mecklenburg oder Falster; † 9. März 1801 in Wien) war deutscher Dichterjurist und Botaniker, dänischer Kammerherr und Amtmann sowie kaiserlicher Regierungsrat in Niederösterreich.

## Leben
Friedrich Carl Emil von der Lühe war Sohn des aus Mecklenburg stammenden Amtmannes und Kammerherrn in dänischen Diensten Gideon von der Lühe (1704–1755) und seiner Ehefrau Margrethe Hedwig geb. von Lützow († 1768). Ausweislich des Kirchenbuches von Kirch Grambow wurde er am 5. Juni 1752 in der dortigen Dorfkirche getauft.
Nach dem Schulbesuch studierte er Rechtswissenschaften an der Universität Göttingen, ab 1770 an der Universität Bützow und 1772 an der Universität Helmstedt. Dort wurde er Mitglied des Unanimitätsordens (des späteren Unitistenorden) und galt dort als einer seiner Führer. Für die Herzoglich Deutsche Gesellschaft hielt er 1774 dem Landesvater Herzog Karl I. von Braunschweig-Wolfenbüttel als Vertreter die Geburtstagsrede.
Nach dem Studium wurde er Page der Königin Caroline Mathilde von Dänemark und erhielt als königlich dänischer Kammerjunker am 25. Juni 1777 die dänische Adelsnaturalisation. Er wurde 1780 dänischer Kammerherr und 1782 Deputierter des dänischen Commerzcollegiums. Im Zuge der dänischen Regierungsumbildung vom 14. April 1784, bedingt durch die Machtübernahme durch Kronprinz Friedrich, dem späteren König Friedrich VI., wurde von der Lühe, der in der falschen Hofpartei war, als Amtmann in das Amt Neumünster versetzt. Auch der bisherige dänische Staatsminister Ove Høegh-Guldberg wurde zum „Amtmand“ degradiert.
1788 legte er aus gesundheitlichen Gründen seine Ämter nieder, zog nach Österreich und konvertierte zur römisch-katholischen Kirche. 1789 trat er in die Dienste von Kaiser Joseph II. in Wien, wurde dort Wirklicher Rat, Kämmerer im Domänenwesen und Regierungsrat in Niederösterreich. Hier bemühte er sich besonders um die Obstbaumzucht und legte in Kaiserebersdorf eine Baumschule an. Auf seine Anregung hin entstand im Belvedere-Garten eine Abteilung ausschließlich für die Pflanzen der österreichischen Monarchie, die unter der Leitung von Nicolaus Thomas Host (1761–1834) stand, aber schon 1827 als etwas in Unordnung geraten beschrieben wird.
Von der Lühe betätigte sich als Dichterjurist und interessierte sich für Botanik. Beide Interessen kamen zusammen in seinen seinerzeit als Muster beschreibender Poesie hoch gelobten Hexameter-Hymnen auf Flora (1797) und Ceres (1799). Carl Ludwig Willdenow benannte 1801 die Gattung Lühea nach ihm; ebenso wurde eine Chrysanthemen-Art nach ihm benannt.

## Schriften
- An Flora und Ceres.

Wien: Degen 1802 (Digitalisat, Österreichische Nationalbibliothek)
Wien, Degen 1803 (Digitalisat, Bayerische Staatsbibliothek)